# 130
130 (CXXX) var ett normalår som började en lördag i den julianska kalendern.

## Händelser

### Okänt datum
- En ny lag antas i Rom, vilken gör det olagligt att avrätta slavar utan rättegång.
- Olympeion i Aten står färdigt (omkring detta år).
- Hadrianus besöker Petra och Jarash, varvid en triumfbåge uppförs till hans ära i Jarash.
- Klaudios Ptolemaios tabulerar vinklarna för ljusbrytning i flera material.
- Huviska blir kung av Kushanriket i Indien.
- Skyternas kung Rudradaman I återerövrar de landområden, som har annekterats av Gautamiputra, från Andhra.

## Födda
- 15 december – Lucius Verus, romersk kejsare 161–169
- Aulus Gellius, latinsk författare och grammatiker (född omkring detta år)
- Irenaeus, biskop i nuvarande Lyon, kristen martyr och helgon (född omkring detta år)
- Avidius Cassius, romersk kejsare

## Avlidna
- Antinous, älskare till kejsar Hadrianus
- Juvenalis, romersk satiriker
- Karpokrates, grekisk religionsfilosof